# Labeobarbus tsanensis
Labeobarbus tsanensis es una especie de peces de la familia Cyprinidae, orden Cypriniformes.
Son peces dulceacuícolas del lago Tana (Etiopía) que pueden llegar alcanzar los 39,4 cm de longitud total.